# Авенида Хенераль Пас
Авени́да Хенера́ль Пас — основная транспортная магистраль между городом и провинцией Буэнос-Айрес. Длина автомагистрали составляет 24,3 км. Шоссе начинается от улицы Лугонес, расположенной на севере Буэнос-Айреса и заканчивается на мосту Пуэнте де ла Нориа через реку Риачуэло. Шоссе служит границей города Буэнос-Айрес и провинции Буэнос-Айрес. Мост Пуэнте де ла Нориа также является началом шоссе Камино Негро.
Авенида Хенераль Пас является началом всех национальных автомобильных дорог соединяющих столицу с остальной частью страны.
По шоссе расположены несколько крупных торговых центров и достопримечательностей, среди которых выделяются парк де Лос Ниньос, парк Сармьенто, трасса Буэнос-Айрес и Платенсе.
Шоссе является частью национальной автодороги A001. До 2020 года ремонтом и содержанием шоссе занимается компания Autopistas del Sol, одним из условий является отсутствие платного проезда на шоссе, однако расходы компенсируются за счет взимания дорожных сборов на Северном шоссе.
Строительство шоссе доументировано национальным законом 2089 1887 года, в котором было определено, о строительстве дороги на границе между городом Буэнос-Айрес и одноименной провинции.. Строительство шоссе велось в период между 1937 и 1941 года, с последовательными реформами, между 1997 и 2000 годами. Название шоссе отдает дань уважения военному деятелю времён войны за независимость и гражданской войны, бригадному генералу Хосе Марии Пасу.

## История

Районы провинции Буэнос-Айрес

В 1853 году Аргентинская Конфедерация утвердила конституцию. В третьей статье конституции говорилось, что «федеральное правительство должно находится в городе Буэнос-Айрес, который был объявлен столицей Конфедерации». После восстановления провинции Буэнос-Айрес в 1860 году, все федеральные органы власти переехали в столицу Буэнос-Айрес.
Указом 24 февраля 1865 были определены границы города Буэнос-Айрес и муниципалитета города Буэнос-Айрес. Среди них были современные районы Флорес и Бельграно, территория которых находится в пределах города Буэнос-Айрес.
21 сентября 1880 Конгресс принял Закон 1029, по которому город Буэнос-Айрес был отделен от провинции Буэнос-Айрес. Это был ратифицировано законодательным органом Буэнос-Айресе 26 ноября того же года.
Границы города Буэнос-Айрес на север и восток ограничены реками Ла-Плата и Риачуэло, в то время существовало несколько проектов для составления западной границы города. В 1881 году Торкуато де Альвеар, президент городской комиссии, рассматривал вопрос о территориях Сан-Хосе-де-Флорес и Бельграно. В 1887 году инженер Альфред Эбелот представил проект водного пути, согласно проекту районы Бельграно и Флорес были за пределами федеральной столицы
Закон 2089 1887 года определил, что федеральная столица должна включать в себя город Буэнос-Айрес, и районы Бельграно и Сан-Хосе-де-Флорес. Шестая статья закона обязывала национальное правительство устроить по границе этой территории разделительную линию — улицу шириной не менее 100 метров..